# Parafia wojskowa św. Franciszka z Asyżu w Wałczu
Parafia wojskowa pw. Świętego Franciszka z Asyżu w Wałczu - parafia należąca do dekanatu Inspektoratu Wsparcia Sił Zbrojnych, Ordynariatu Polowego Wojska Polskiego (do roku 2012 parafia należała do Pomorskiego Dekanatu Wojskowego).
Jej proboszczem jest ks. mjr Witold Kurek. Obsługiwana przez księży diecezjalnych. Erygowana 21 stycznia 1993. Siedziba parafii mieści się przy ulicy Wojska Polskiego 101. 

## Duszpasterze

### Proboszczowie parafii
- ks. ppłk Franciszek Kędziora - od lipca 1992 do maja 1997
- ks. ppłk Mieczysław OLEKSIUK - od maja 1997 do września 2003 (zm. 16 lutego 2019)
- ks. ppłk Marek JARASZEK - od września 2003 do stycznia 2006
- ks. kmdr por. Zbigniew KŁUSEK - od stycznia 2006 do sierpnia 2008 (zm. 12 lutego 2015)
- ks. ppłk Wacław Tadeusz STĘPIEŃ - od sierpnia 2008 do lipca 2011
- ks. ppłk Władysław Maciej KOZICKI - od lipca 2011 do października 2014
- ks.mjr Witold KUREK - październik 2014 do -